# Chizuko Kimura
Chizuko Kimura, née en avril 1970, est une cheffe sushi japonaise basée à Paris. En 2025, elle et son restaurant Sushi Shunei reçoivent une étoile Michelin. Grâce à cette récompense, elle devient la première femme cheffe sushi au monde à obtenir une étoile Michelin.

## Biographie
Chizuko Kimura naît au Japon en avril 1970, d'un père homme d'affaires et d'une mère femme au foyer. Elle a une sœur. Elle grandit entre Tokyo et le mont Fuji.
Elle devient guide touristique et en 2004, à Paris, elle rencontre Shunei Kimura, qui vit en France depuis une trentaine d'années et devient son mari en 2005. Chizuko Kimura s'installe en France en 2008. Son mari rêve d'ouvrir son restaurant et d'obtenir une étoile Michelin, mais tombe malade d'un cancer du foie en 2015.
Le 9 juin 2021, accompagné de deux associés, dont l'entrepreneur Paul Dupuy, Shunei Kimura ouvre Sushi Shunei, un petit restaurant à Montmartre de seulement 8 à 9 places,,. Pendant la pandémie de COVID-19, Chizuko Kimura perd son emploi de guide touristique et rejoint son mari au restaurant où elle apprend à préparer du poisson, à cuire du riz et à gérer l'entreprise,. À l'époque, elle n'a aucune expérience en tant que cheffe.
En 2022, leur restaurant Sushi Shunei reçoit une étoile Michelin,,. Trois mois plus tard, son mari, Shunei Kimura décède de son cancer,. Avant sa mort, Chizuko Kimura promet à son mari de perpétuer l'héritage de Sushi Shunei. Le restaurant perd son étoile Michelin l'année suivante. La perte de l'étoile Michelin encourage Kimura à continuer de s'améliorer. Elle continue à s'entraîner et à étudier, et se rend régulièrement au Japon pour se perfectionner. Elle voyage également à New York pour se former. Elle embauche également le maître sushi Takeshi Morooka.
En mars 2025, Chizuko Kimura et Sushi Shunei reçoivent une étoile Michelin. En remportant ce prix, Chizuko Kimura devient la première femme à recevoir une étoile Michelin pour des sushis, en 120 ans d'histoire du guide